# Martin Richter (Eishockeyspieler)
Martin Richter (* 6. Dezember 1977 in Prostějov, Tschechoslowakei) ist ein ehemaliger tschechischer Eishockeyspieler. Im Laufe seiner Karriere spielte er unter anderem für den HC Karlovy Vary, HC Sparta Prag und HC Oceláři Třinec in der tschechischen Extraliga, für Södertälje SK in der Elitserien, das Hartford Wolf Pack in der American Hockey League sowie den HK ZSKA Moskau aus der russischen Superliga. Zu den größten Erfolgen seiner Karriere zaehlen die Goldmedaille bei der Weltmeisterschaft 2001 sowie zwei tschechische und ein polnischer Meistertitel.

## Karriere
Martin Richter begann seine Karriere als Eishockeyspieler beim HC Olomouc, für dessen Profimannschaft er von 1995 bis 1997 in der tschechischen Extraliga aktiv war. Anschließend wechselte der Verteidiger zu dessen Ligarivalen HC Karlovy Vary, den er nach zweieinhalb Jahren im Laufe der Saison 1999/2000 verließ, um erstmals ins europäische Ausland zu gehen. Dort erhielt er einen Vertrag bei SaiPa Lappeenranta aus der finnischen SM-liiga. Daraufhin wurde er im NHL Entry Draft 2000 in der neunten Runde als insgesamt 269. Spieler von den New York Rangers ausgewählt. Zunächst blieb der Rechtsschütze jedoch ein weiteres Jahr lang bei SaiPa in Finnland, ehe er gegen Ende der Saison 2000/01 von den New York Rangers nach Nordamerika berufen wurde. Dort erzielte er in 30 Spielen ein Tor und gab eine Vorlage für New Yorks Farmteam, das Hartford Wolf Pack aus der American Hockey League. Im Laufe der Saison 2001/02 kehrte er in seine tschechische Heimat zurück, wo er einen Vertrag beim HC Sparta Prag erhielt. Mit den Hauptstädtern gewann er am Saisonende die Meisterschaft.

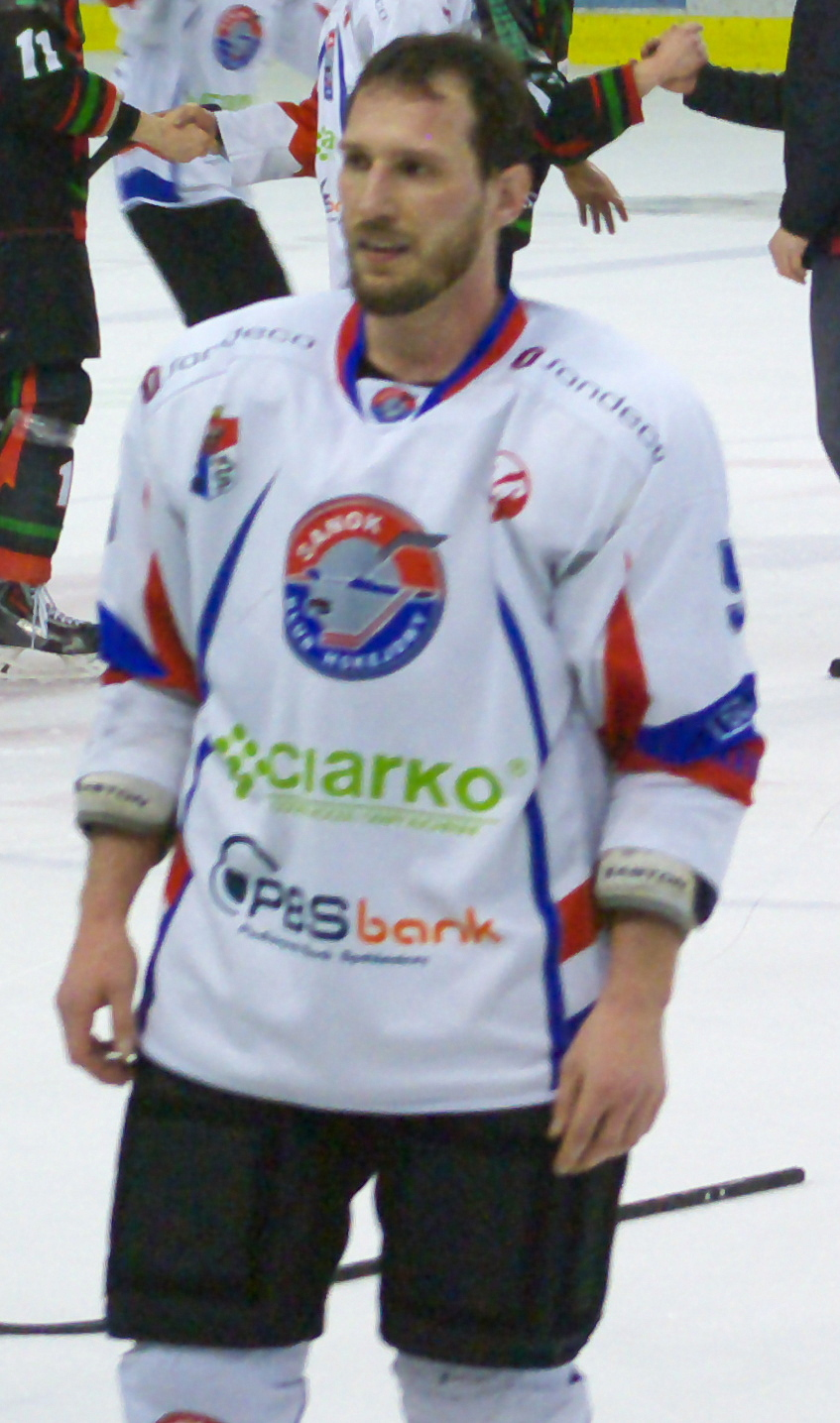
Martin Richter im Trikot des KH Sanok (2014)

Nach drei Jahren bei Sparta Prag – in der Saison 2003/04 war er zudem teilweise an den HK ZSKA Moskau aus der russischen Superliga ausgeliehen – wechselte Richter zur Saison 2005/06 zum HC Liberec. Anschließend wurde er erneut von den New York Rangers in ihr Franchise beordert. Da der Weltmeister von 2001 in der Saison 2006/07 allerdings erneut nur für Hartford in der AHL auf dem Eis stand, verließ er das Franchise am Saisonende endgültig.
Die Saison 2007/08 begann Richter zunächst beim HC Pardubice in Tschechien, bevor er zum Södertälje SK aus der schwedischen Elitserien wechselte. Die folgende Spielzeit begann er erneut nicht in Schweden, sondern beim HC 05 Banská Bystrica in der slowakischen Extraliga, um einen steuervergünstigten Halbjahresvertrag zu erhalten. Die Spielzeit 2009/10 begann er erneut in seiner Heimat beim HC Pardubice, wechselte aber nach sieben Spielen zum HC Kometa Brno. Nach elf Spielen der Saison 2010/11 wurde Richter von Kometa Brno suspendiert und später an den HC Oceláři Třinec ausgeliehen. Mit diesem gewann er am Ende der Saison 2010/11 den tschechischen Meistertitel.
In der Saison 2012/13 war er erneut für den HC 05 Banská Bystrica aktiv. Zwischen 2013 und 2015 stand er beim KH Sanok unter Vertrag, mit dem er 2014 den polnischer Meistertitel gewann. 2015 beendete er seine Karriere.

### International
Für Tschechien nahm Richter an der U20-Junioren-Weltmeisterschaft 1997, sowie den Weltmeisterschaften 2001, 2002, 2003 und 2006 teil.

## Erfolge und Auszeichnungen
- 2001 Goldmedaille bei der Weltmeisterschaft
- 2002 Tschechischer Meister mit dem HC Sparta Prag
- 2006 Silbermedaille bei der Weltmeisterschaft
- 2011 Tschechischer Meister mit dem HC Oceláři Třinec
- 2014 Polnischer Meister mit dem KH Sanok

## Statistik
(Stand: Ende der Saison 2010/11)